# Maxillaria molitor
Maxillaria molitor är en orkidéart som beskrevs av Heinrich Gustav Reichenbach. Maxillaria molitor ingår i släktet Maxillaria och familjen orkidéer.
Artens utbredningsområde är Ecuador. Inga underarter finns listade i Catalogue of Life.